# Ecleora dresnayi
Ecleora dresnayi là một loài bướm đêm trong họ Geometridae.